# Surak
Sūrak (persiska: سورک) är en kommunhuvudort i Iran.   Den ligger i provinsen Mazandaran, i den norra delen av landet, 190 km nordost om huvudstaden Teheran. Sūrak ligger 38 meter över havet och antalet invånare är 8 817.
Terrängen runt Sūrak är platt åt nordväst, men åt sydost är den kuperad. Runt Sūrak är det ganska tätbefolkat, med 111 invånare per kvadratkilometer. Närmaste större samhälle är Sari, 13,6 km väster om Sūrak. Trakten runt Sūrak består till största delen av jordbruksmark.